# Dorota Poźniak
Dorota Poźniak, po mężu Świder (ur. 8 marca 1969 w Józefowie) – polska koszykarka, reprezentantka Polski.
Była zawodniczką Startu Lublin, w którego barwach występowała w latach 1986-1994. W reprezentacji Polski wystąpiła na mistrzostwach Europy w 1991 (6. miejsce) i 1993 (5. miejsce) oraz na mistrzostwach świata w 1994 (13. miejsce).
W 1993 została wybrana najlepszym sportowcem Lubelszczyny w plebiscycie "Kuriera Lubelskiego", a czytelnicy Tygodnika "Basket" uznali ją za najlepszą zawodniczkę sezonu 1993/1994.